# Ofotbanen (företag)

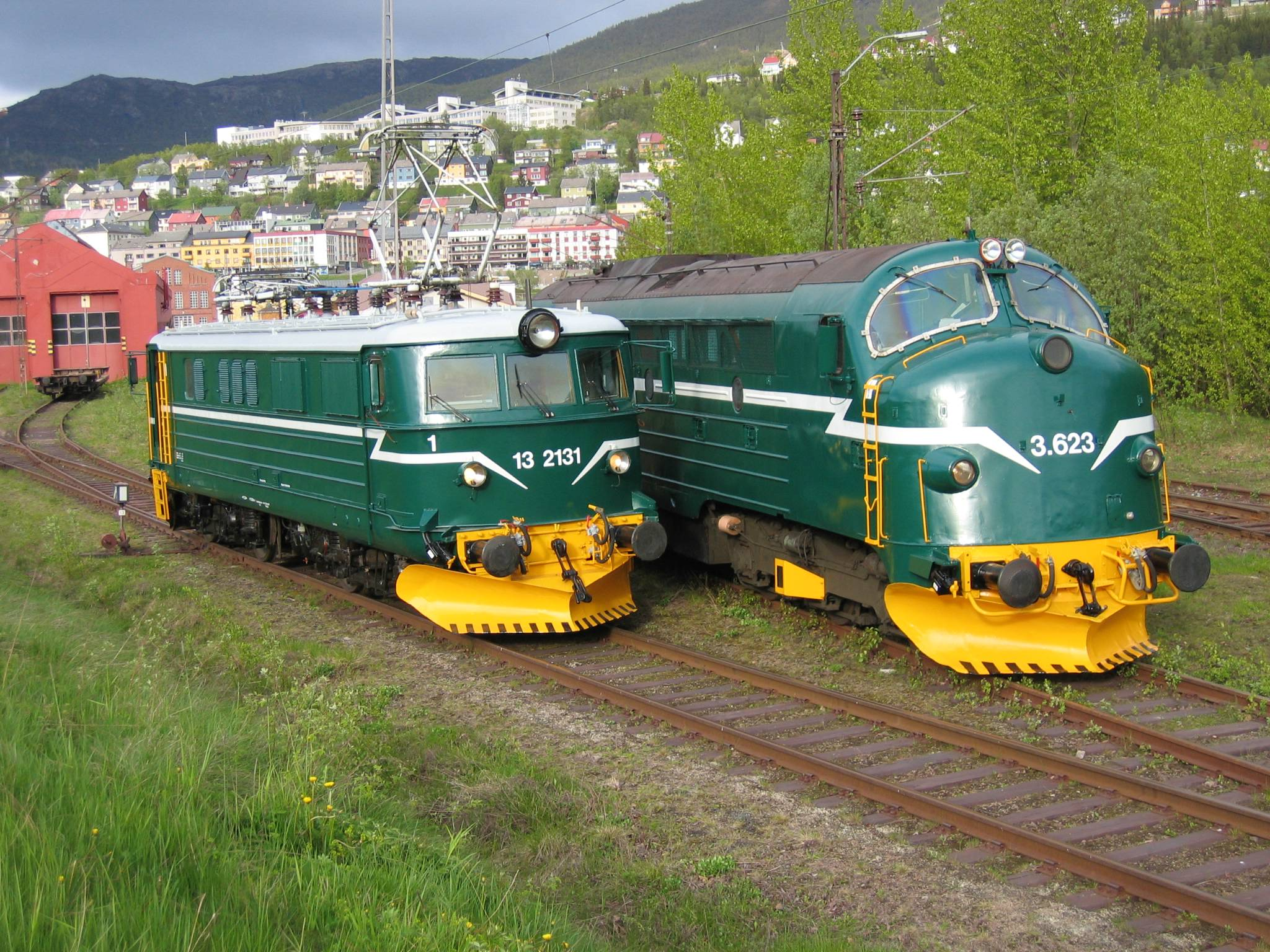
Loktyperna El. 13 och Di. 3 med OBAS-design. (källa: Ofotbanen.no)

Ofotbanen AS var ett norskt företag som körde tåg.
Företaget hade sitt huvudkontor i Narvik och startades ursprungligen för att trafikera Ofotbanen.
I praktiken kördes bara godstrafik förutom malmtåg på Ofotbanen – persontrafiken där har överlåtits på den operatör som upphandlats på svenska sidan (Malmbanan).
Ofotbanen AS körde även persontåg på sträckan Oslo-Karlstad-Stockholm på drygt 5 timmar, under namnet Unionsexpressen, två tåg om dagen i varje riktning från 15 juni 2008. Detta skedde i konkurrens med SJ. Efter att bolaget mist sitt trafiktillstånd i Norge på grund av ekonomiska problem lades trafiken ned den 7 oktober 2008.
Efter att trafiken med Unionsexpressen lades ned och bolaget blev tvunget att betala skulder gick bolaget i konkurs 24 oktober 2008. Bolagets fordon har sedan sålts till bland annat Inlandsbanan AB (Di. 3) och Skandinaviska Jernbanor (El. 13).